# Prensdorfer Wassermühle

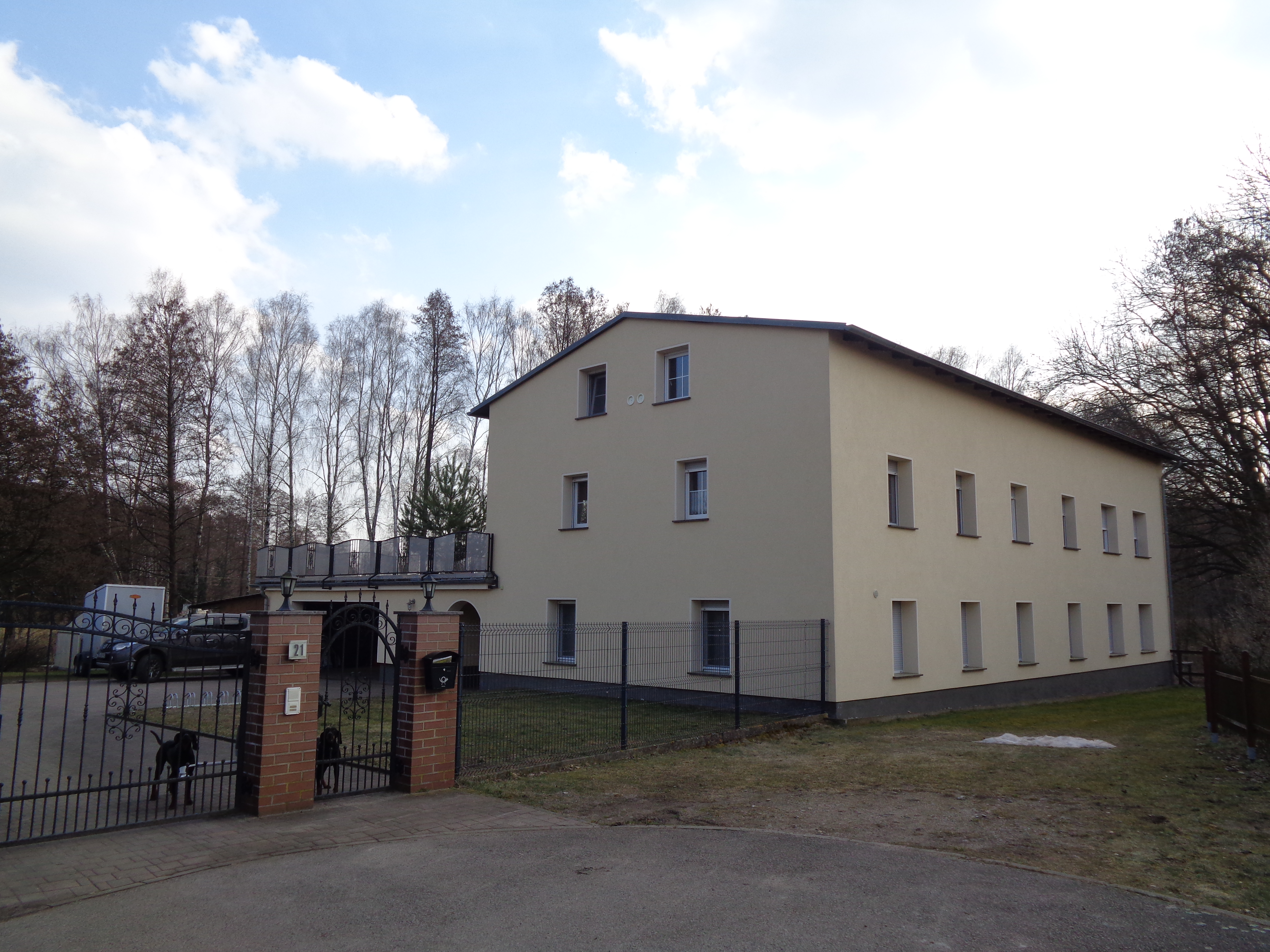
Prensdorfer Wassermühle, renoviertes Mühlengebäude, zum Weg zeigende Seite

Die Prensdorfer Wassermühle ist eine historische Wassermühle an der Dahme im Ortsteil Prensdorf der Gemeinde Dahmetal im Landkreis Teltow-Fläming (Brandenburg). Die ehemalige Mühle ist eine der 18 historischen Wassermühlen an der Dahme und eine Station am Dahme-Wassermühlen Rad- und Wanderweg. Sie wurde 1663/64 erbaut.

## Lage
Die Prensdorfer Wassermühle liegt südwestlich und etwas außerhalb des Ortskerns von Prensdorf im Tal der Dahme. Die ehemalige Mühle liegt auf etwa 81 m ü. NHN.

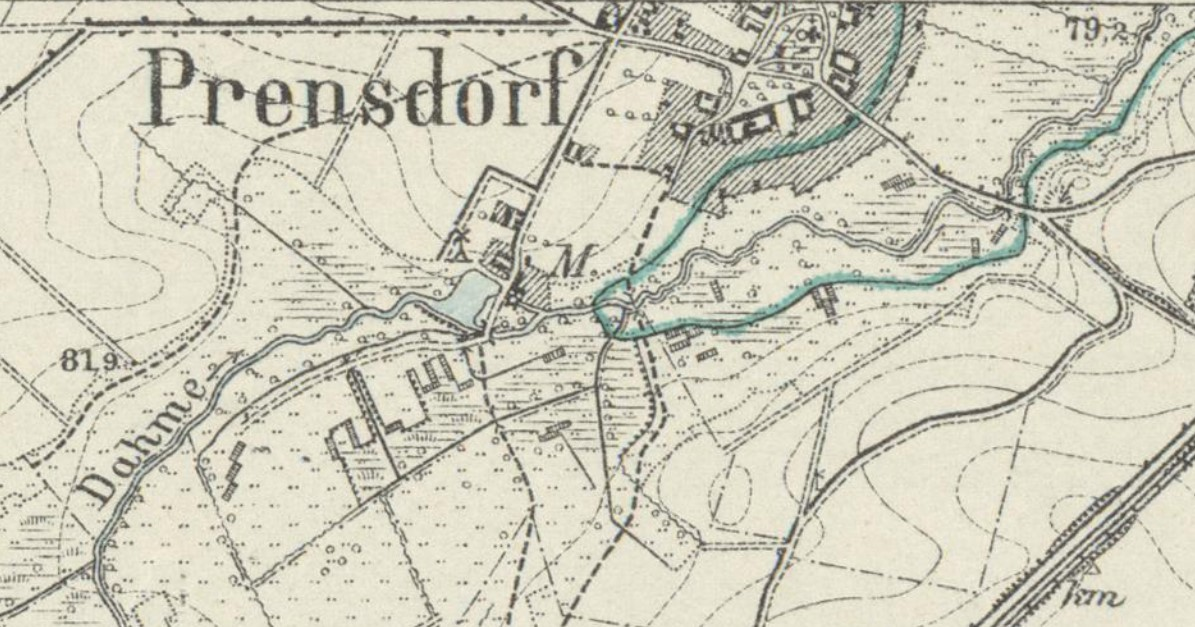
Prensdorf mit Prensdorfer Wassermühle, Mühlenteich und benachbarter Windmühle, Ausschnitt aus dem Messtischblatt 4146 Dahme/Mark von 1902

## Geschichte
Die Prensdorfer Wassermühle wurde in den Jahren 1663/64 vom Amt Dahme neu angelegt. Es handelte sich sehr wahrscheinlich um einen Wiederaufbau einer älteren, vermutlich im Dreißigjährigen Krieg zerstörten Wassermühle. Bereits 1658 ist eine Wiese erwähnt, die Mühlwiese genannt wurde. Der Name Mühlwiese setzt eine frühere Mühle in der Nähe dieser Wiese voraus, oder eine Wiese, die Besitz eines Müllers war.

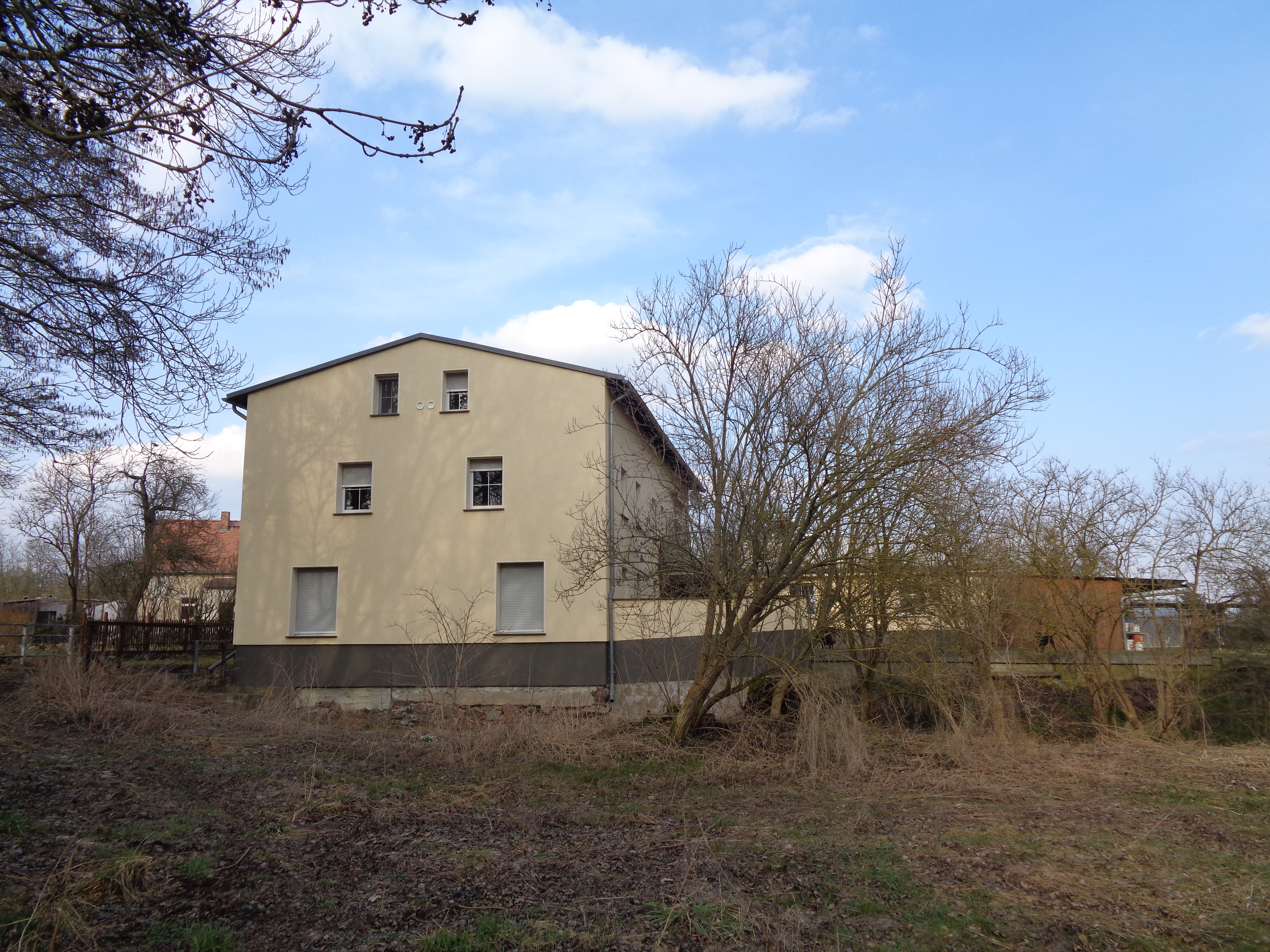
Prensdorfer Wassermühle, ehemaliges Mühlengebäude, zur Dahme zeigende Seite

1685 wurden Verhandlungen geführt, um hinter Prensdorf (also flussabwärts) eine weitere Amtsmühle zu errichten. Dieser Bau kam offensichtlich nicht zur Ausführung. 1713 ist nur ein Wassermüller genannt, auch später ist immer nur eine Wassermühle nachweisbar. Es gab aber noch eine Windmühle, die 1713 noch im Bau war. Die Lage dieser Windmühle konnte aber nicht ermittelt werden. 1722 war die Prensdorfer Wassermühle eine Mahl- und Walkmühle. 1732 „warf“ ein kurzer, aber sehr heftiger Sturm die Prensdorfer Wassermühle um. Sie wurde sicher wieder aufgebaut.
1732 wurde eine Untersuchung gegen den Wassermüller Johann Matthieß zu Prensdorf wegen unberechtigten Fischens eingeleitet. Es hat ihm aber nicht geschadet, denn 1750 wurde ihm die bis dato zum Amt Dahme gehörende Mahl- und Walkmühle bei Prensdorf gegen jährlich zu entrichtende Geld- und Getreidezinsen in Erbpacht vergeben. 1774 weigerten sich die Untertanen der Amtslandschaft, Mühlsteine zur Wassermühle in Prensdorf zu transportieren. 1775 verweigerten die Anspänner des Amtes Dahme die Anfuhr von Bauholz für die Wassermühle zu Prensdorf. Diese zwei Ereignisse dürften wohl einen größeren Umbau der Mühle belegen. Ob der Widerstand der Untertanen Erfolg hatte oder nicht, ließ sich nicht ermitteln. Das Schmettausche Kartenwerk von 1767/87 vermerkte die Windmühle bei Prensdorf, nicht jedoch die Wassermühle.

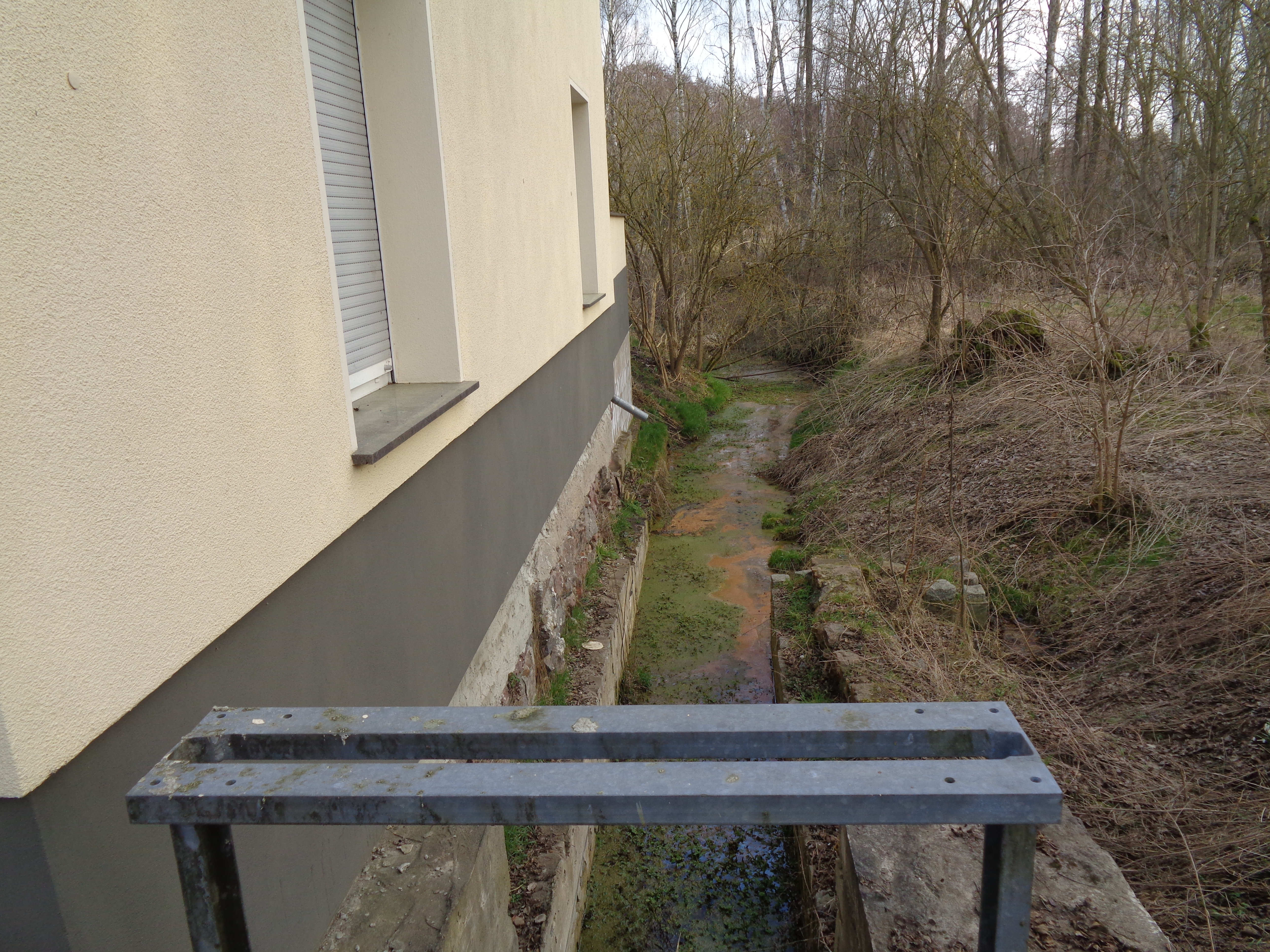
Prensdorfer Wassermühle, trockenes Gerinne

1780 hieß der Windmüller zu Prensdorf Christian Ludwig Janner. Er erhielt in diesem Jahr die Konzession zum Bau einer (neuen) Windmühle. Im Jahr 1800 beantragte der Wassermüller Johann Christian Liepack die Genehmigung zur Einrichtung eines Schneidegangs bei seiner Mahlmühle in Prensdorf.

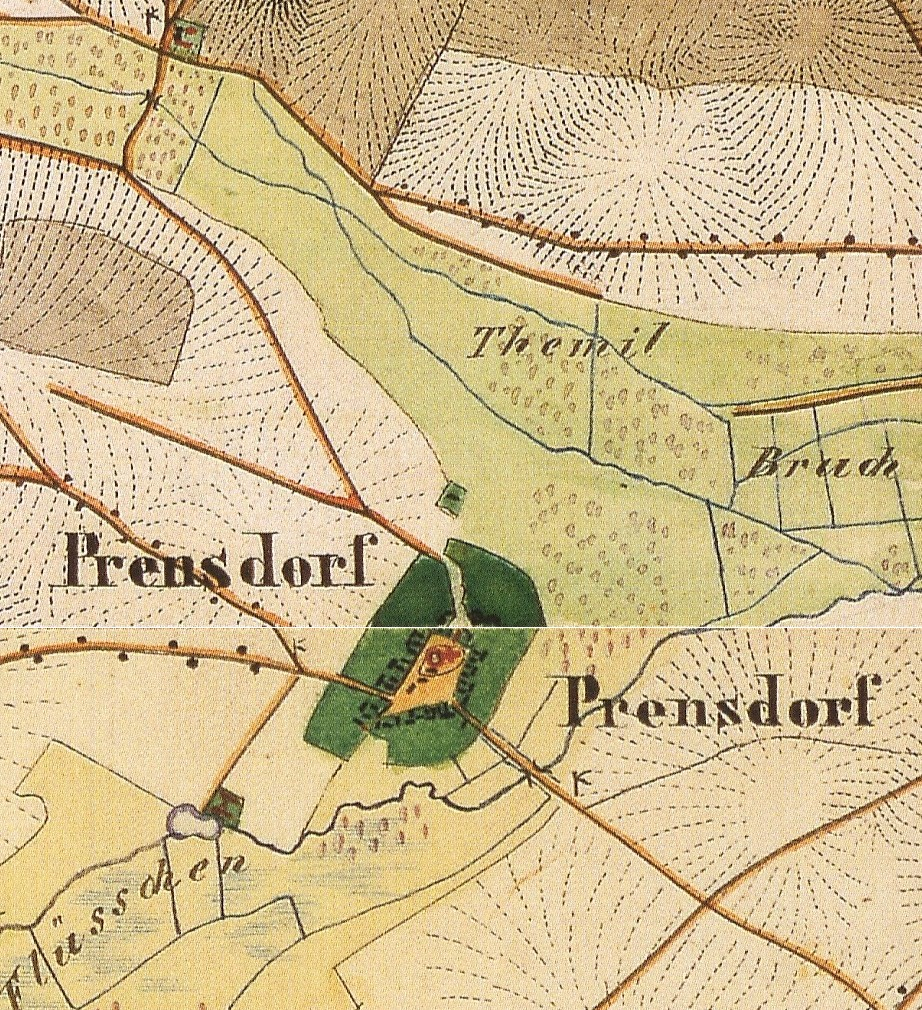
Prensdorf, Gem. Dahmetal, Lkr. Teltow-Fläming, Brandenburg, Ausschnitte aus den Urmesstischblättern 4046 Petkus und 4146 Dahme/Mark von 1847 kombiniert

1815/16 gab es zwei Müller in Prensdorf, die die Wassermahlmühle mit Schneidegang und die zwei Windmühlen betrieben. Auf dem Messtischblatt 1:25.000 Blatt 4146 Dahme/Mark ist eine Windmühle nahe bei der Prensdorfer Wassermühle eingezeichnet. Vermutlich betrieb der Prensdorfer Wassermüller diese Windmühle zum Mahlen von Getreide in Zeiten, in der die Dahme zu wenig Wasser führte, um alle drei Gänge zu betreiben. 1819 ist die Prensdorfer Mühle als Wassergetreidemahl-, Walk- und Sägemühle beschrieben. Auch 1821 sind nur zwei Müller erwähnt, die die Wassermühle und die zwei Windmühlen betrieben, ebenso im Jahr 1837. 1837 brannte die Prensdorfer Wassermühle ab und wurde wieder aufgebaut, wahrscheinlich aber nicht mehr als Schneidemühle. 1847 wurden die von 186 Hofwirten des Amtes Dahme an die Mühle in Prensdorf zu leistenden Dienste und der von dieser Mühle an das Amt zu entrichtenden Geld- und Getreideabgaben gegen eine Einmalzahlung abgelöst.
Nach Riehl und Scheu 1861 hatte die Prensdorfer Wassermühle bzw. das zugehörige Gehöft 20 Einwohner. Die Wassermühle war nun eine Getreidemahl-, Öl- und Walkmühle.
1914 wurde der Mühlenbetrieb eingestellt. Die Stadt Dahme/Mark kaufte die Prensdorfer Mühle und beantragte 1928 die Eintragung des Staurechts für die Dahme an der Prensdorfer Mühle zur Errichtung einer Wasserkraftanlage.

## Mühlengebäude und wasserbauliche Anlagen
Das ehemalige Mühlengebäude wurde völlig entkernt und zum Wohnhaus umgebaut. In der Website „Ländliche Baukultur“ ist das Gebäude vor der Renovierung zu sehen. Das Ziegelgebäude ist heute verputzt. Auf der flussseitigen Wand ist noch das Loch für die Radachse zu erkennen. Vermutlich wurde die Mühle bis zuletzt von einem unterschlächtigen Wasserrad angetrieben. Bauliche Anlagen für eine Turbine sind nicht (mehr?) vorhanden.
Auf der Reinkarte von 1845 und dem Urmesstischblatt ist deutlich ein größerer Mühlenteich zu erkennen. Er existiert nicht mehr. Das Wasser floss wahrscheinlich vom Mühlenteich direkt zum Mühlrad. Der Mühlenteich und das Gerinne sind heute trockengelegt. Die Dahme fließt heute durch den ehemaligen Umflutkanal in einiger Entfernung am Gebäude vorbei.